# Бріан Боройме

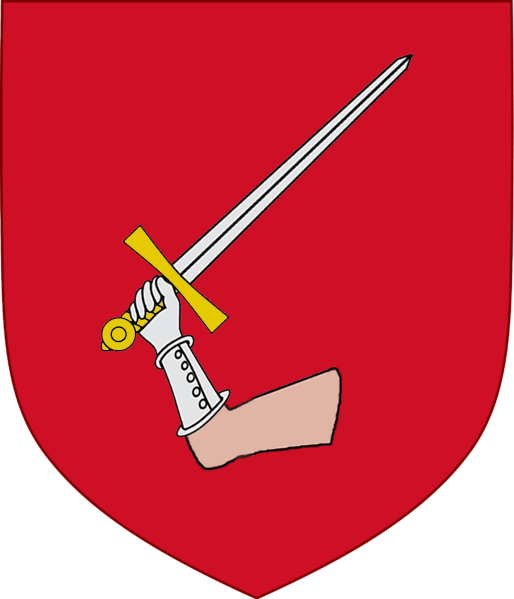
Герб клану Дал г-Кайс — рука короля Нуаду.

Бріан Боройме або за сучасною ірландською вимовою Бору — він же: Бріан Борума мак Кеннетіг (давньоірл. — Brian Bóruma mac Cennétig; ірл. Brian Boraime; близько 941 — 23 квітня 1014) — верховний король Ірландії протягом 1001—1014 років. Король, що поклав край довгому (600-річному) правлінню династії О'Нейллів (О'Нілів) як верховних королів Ірландії. Засновник нової династії О'Браєнів (ірл. O'Brien). Спираючись на досягнення свого батька, а потім і дядька — Махгамайна (ірл. Mathgamain mac Lorcáin) підкорив спочатку королівство Манстер, потім королівство Ленстер, а згодом і всю Ірландію. Його вважають національним героєм Ірландії.

## Походження

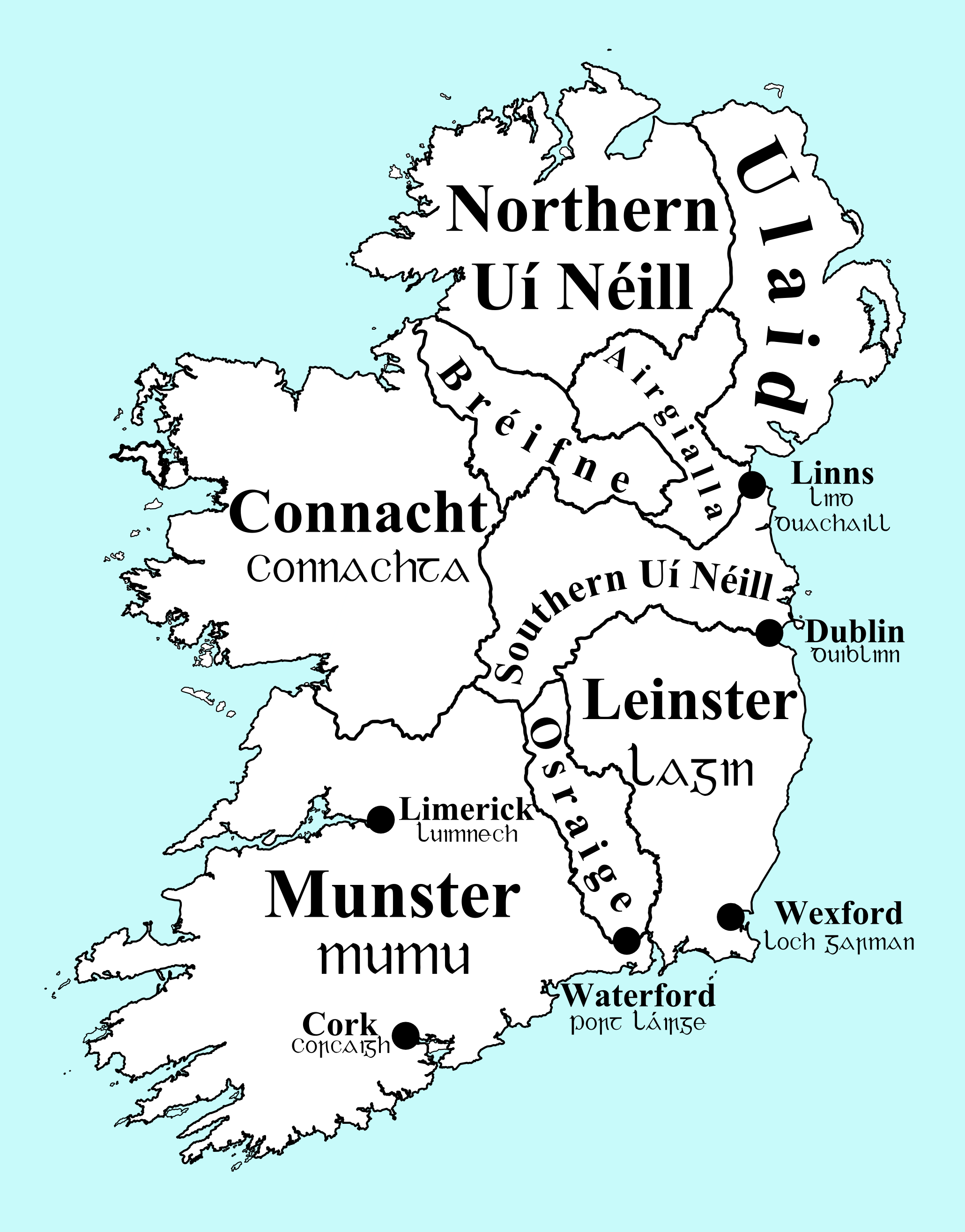
Карта Ірландії в добу раннього середньовіччя. Показані дрібні королівства та особисті володіння північних та південних О'Нілів.

Походив з клану Дал г-Кайс (ірл. Dal g-Cais), що в свою чергу походив від давнього племені (туат) дессі і утворив невелике васальне королівство на території Манстера. Батько — Кеннетіг мак Лоркайн (ірл. Cennétig mac Lorcáin). Мати — Бе Бінн ініон Урхад (ірл. Bé Binn inion Urchadh).

## Історичний контекст
У Х столітті Ірландія, що мала населення близько 0,5 мільйона осіб, складалася з 150 різних дрібних королівств, які в свою чергу складалися з земель кланів, де правили вожді кланів. Між дрібними королівствами та кланами постійно велись війни. Дрібні королівства об'єднувались у більш крупні королівства, які постійно то розпадалися на дрібніші, то знову збільшували свою територію. Найбільшими і найсильнішими були королівства Коннахт, Ленстер, Манстер та Улад (Ольстер). Великі володіння були у двох гілок клану О'Нілів (Уа Нейлів) — північних і південних О'Нілів. Влада верховного короля Ірландії (Ард Рі) була номінальною — він мусив постійно балансувати між силами різних королівств підтримуючи то одну то другу сторону. Протягом 600 років верховна королівська влада перебувала в руках династії О'Нлів, але самі О'Ніли розкололись на кілька гілок і ворогували між собою. Переважно, кожний наступний король приходив до влади в результаті перевороту, заколоту або громадянської війни зі своїм попередником. Постійні внутрішні війни ослаблювали Ірландію і робили її доступною для завоювання вікінгів. Вікінги захопили великі території в Ірландії, заснувавши свої володіння, зокрема Дублін і території навколо нього. Виникла загроза захоплення всієї Ірландії вікінгами.

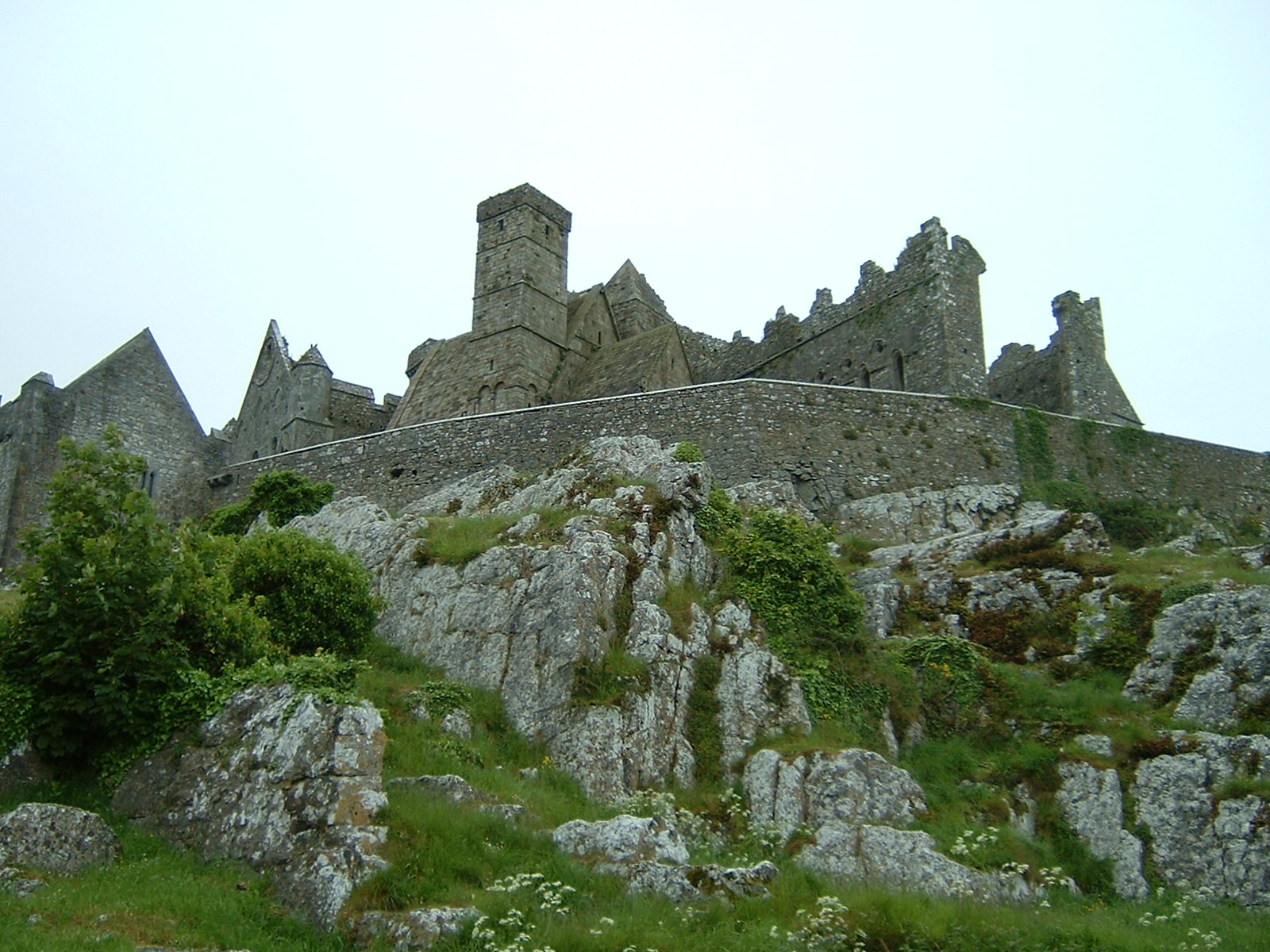
Замок Кашел — на «горі королів», де була резиденція короля та місце коронації короля Бріана Боройме.

## Життєпис
Походив з Манстера де й провів молодість, воюючи з вікінгами. 978 року завоював Дал-Каш — прикордонну область між Манстером та Коннахтом і став королем. Поступово підкорив увесь Манстер, а пізніше почав поширювати свою владу й на інші регіони Ірландії і послідовно захопив Коннахт, Ольстер, а потім і Ленстер. У 1002 році став ард-ріагом (верховним королем) Ірландії. Попередній верховний король Ірландії — Мел Шехнайл мак Домнайл (Маел Сехнайлл мак Домнайлл) (ірл. Máel Sechnaill mac Domnaill) визнав його верховним королем і мирно передав йому владу — рідкісний випадок в історії давньої і середньовічної Ірландії.
Бріан Бору почав відбудовувати зруйновані ірландські замки та монастирі, розпочавши зі свого замку Кінкор в Кілалосі (графство Клер). Він засновував школи по всій країні, будував мости і дороги.

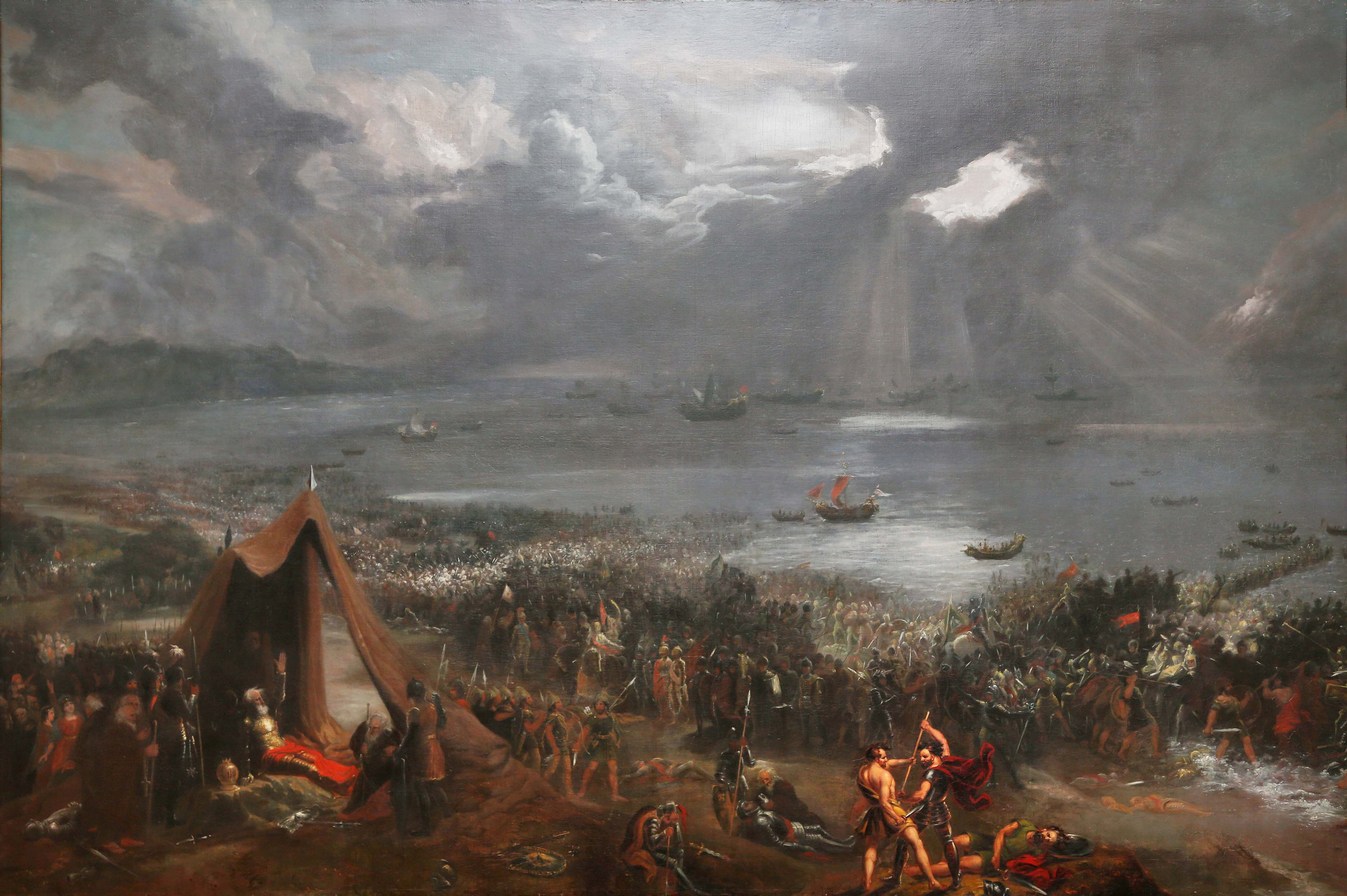
Картина "Битва при Клонтарфі художника Хуга Фразера (1826 рік)

Наступне десятиліття він вів боротьбу з північними О'Нілами, які відмовлялися визнавати його владу та королівством Ленстер, яке знову стало непокірним. Пізніше він розпочав боротьбу з вікінгами, яким належала низка міст на узбережжі країни (Дублін, Ватерфорд, Вексфорд, Корк, Ліммерік) в свою чергу ті об'єдналися і запросили союзників з інших скандинавських країн, тож конфлікт переріс рівень набігів і перетворився на війну за підкорення всієї країни. Вікінги утворили своє королівство в Дубліні і околицях, яке очолив король вікінгів Сіхтрік Сілкбеард — Ситрик Шовкова Борода (ірл. Sihtric Silkbeard). Його підтримав король Ленстеру Мел Морда мак Мурхада (ірл. Máel Mórda mac Murchada), який був невдоволений правлінням Бріана Бору. Вони зібрали велику армію біля Дубліна. Битва відбулася у Страсну П'ятницю на північному березі річки Ліффі біля Клонтарфа. 23 квітня 1014 року в бою при Клонтарфі (поблизу Дубліна) очолюване Бріаном ірландське військо розгромило об'єднану армію вікінгів. За легендою, старий Бріан не брав участі в самому бою, а залишився в своєму наметі молитися за перемогу. Коли розгромлені вороги тікали, один з вікінгів випадково натрапив на шатро і вбив старого короля. Через смерть Бріана Бору Ірландія знову розпалася на окремі королівства, але перемога при Клонтарфі остаточно зламала міць ірландських вікінгів які вже не загрожували країні і поступово змішалися з місцевим населенням. Влада верховного короля Ірландії повернулась до Маелсехнайла мак Домналла. Мел Морда мак Мурхада загинув під час битви як і більшість військових ватажків з обох сторін. Колишній король вікінгів Ситрик Шовкова Борода лишився живим, закінчив життя монахом в монастирі на острові Йона.

## Дружини і нащадки
- Перша дружина — Мор, дочка короля Коннахту Айдне О'Фіахраха (ірл. Aidne Uí Fiachrach).
Сини від першої дружини: :* Мурхад (ірл. Murchad),

- Конхобар (ірл. Conchobar),
- Фланн (ірл. Flann).

Вважають, що вони не лишили нащадків, загинули разом з батьком в битві при Клонтарфі.
- Друга дружина — Ехрад (ірл. Echrad), дочка короля Одба О'Аеда (ірл. Odba Uí Áeda), що належав до північної гілки О'Нілів.
Син другої дружини — Тадк (ірл. Tadc), який ввійшов в історію як славний нащадок короля, що продовжив рід О'Браєнів.
- Третя дружина — Гормфлайх (ірл. Gormflaith), сестра короля Ленстеру Мел Морда (ірл. Máel Mórda), який став його непримиренним ворогом.
Син третьої дружини — Доннхад (ірл. Donnchad) став королем Мюнстеру і прав ним понад 40 років.

Крім синів Браєн Бору мав ще три дочки, але з літописів не ясно від яких дружин:
- Садб (ірл. Sadb), яка була одружена з Кіаном мак Мел Муадом (ірл. Cian mac Máel Muad). Померла у 1048 році.
- Бе Бінн (ірл. Bé Binn), яка була одружена з королем Флайбертахом О'Нілом (ірл. Flaithbertach Ua Néill) з північної гілки О'Нілів.
- Слані (ірл. Sláni) — була одружена з пасинком Бріана — Ситриком Дублінським.

Згідно зі скандинавськими сагами, Бріан Бору мав ще одного прийомного сина — Керхіалфада (ірл. Kerthialfad).